# Matrice di Ansoff

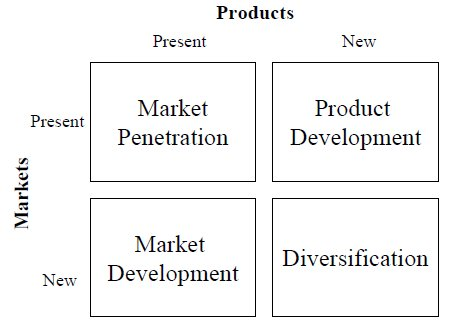

La matrice di Ansoff (chiamata anche matrice prodotto-mercato) è uno strumento di marketing creato da Igor Ansoff. La matrice permette di determinare quattro strade per incrementare il proprio business, attraverso prodotti esistenti o di nuova concezione, in mercati esistenti o nuovi. Questo strumento aiuta le aziende a classificare le strategie di crescita intensiva e diversificativa e a valutare le implicazioni in termini di mutamento delle competenze necessarie per percorrere con successo i sentieri di crescita individuati.
La matrice consiste di quattro strategie:
- Market penetration (prodotto esistente, mercato esistente) Questa posizione, caratteristica della maggior parte delle imprese, vede la proposta di un prodotto esistente in un mercato esistente. Esistono diversi modi per ottenere questo: il migliore è conquistare i clienti dei concorrenti, attraverso politiche di prezzo. Un altro modo, attuabile attraverso campagne pubblicitarie e di promozione, è quello di attirare nuovi clienti. Non è possibile aumentare continuamente la propria quota di mercato e spesso le aziende nascono e muoiono in questo settore.
- Product development (nuovo prodotto, mercato esistente) Un'azienda che controlla già un mercato può decidere di inserirvi nuovi prodotti. Ad esempio, nonostante McDonald's sia leader del settore fast food, sovente introduce nuovi panini. Una volta che un prodotto è stato introdotto, è importante poi trovare clienti che lo acquistino; per consentire ad un'azienda di rimanere competitiva, lo sviluppo di nuovi prodotti è di cruciale importanza.
- Market development (prodotto esistente, nuovo mercato) Un prodotto esistente in un mercato può essere esportato in un segmento diverso di consumatori, a livello geografico o di settore. Questa strategia è meno rischiosa della precedente.
- Diversification (nuovo mercato, nuovo prodotto) Questa strategia è caratterizzata da un alto rischio e da alti investimenti, ma in caso positivo garantisce i migliori risultati. Il concetto è quello di trovare un nuovo prodotto e di inserirlo in un nuovo mercato, tipo strategie "Oceano blu"